# Francisco Laguna Correa
Franco Laguna Correa (también conocido como "Francisco Laguna Correa", " Dr. Crank", "Crank", "Sardine", entre otros heterónimos como f.l Crank, Gaetano Fonseca y Mehmet Amazigh)nació en la Ciudad de México. Es escritor, etnógrafo y músico/compositor. Recibió en 2012 el Premio Nacional de Literatura de la Academia Norteamericana de la Lengua Española de New York City. En 2013, obtuvo Premio Internacional de Poesía de la Universidad Autónoma de Aguascalientes. En 2016, Laguna Correa recibió el premio The Fuerza Award, un reconocimiento social por sus aportes intelectuales y su activismo en el área de la ciudad de Pittsburgh, un premio patrocinado por el Gobierno de la Ciudad, el colectivo Café con Leche y La Unión Cultural Latinoamericana (LACU). En 2017, la publicación Chicago Review of Books recomendó su libro en inglés Crush Me/(a broken novel) para el mes nacional de poesía (National Poetry Month). Su novela Wild North fue incluida en 2017 en la lista de los mejores libros de ficción publicada en el periódico El Informador. Ha sido invitado a dictar ponencias y clases magistrales a múltiples instituciones y congresos internacionales, como la Emory University, la University of California, la Texas State University, la Duke University, y el Congreso de la Asociación de Estudios Latinoamericanos (LASA) en sus ediciones en Chicago, New York City y Barcelona.Ha contribuido en la Enciclopedia de Literatura de Oxford con el ensayo "Brown/Brownness/Mestizaje".

## Estudios y trayectoria académica
Comenzó sus estudios universitarios en la Universidad Nacional Autónoma de México (UNAM) en las Facultades de Ciencias Políticas & Sociales y Filosofía & Letras en el año 2002, una vez que la Huelga estudiantil de la UNAM (1999-2000) terminó. Después de pasar un lustro viajando por Centroamérica, Europa y el norte de África (Magreb), terminó sus estudios de licenciatura en la Universidad Estatal de Portland, con una licenciatura doble (double BA) en Estudios Liberales y Literatura. Tiene tres maestrías, una en Antropología Social y otra en Filosofía Hispanoamericana, por la Universidad Autónoma de Madrid, y una en Bellas Artes (MFA) pot la Universidad de Pittsburgh. Recibió el doctorado (Ph.D.) en Estudios Culturales y Literarios por la Universidad de Carolina del Norte en Chapel Hill, donde fue también docente. Fue colaborador de la Academia Norteamericana de la Lengua Española hasta el año 2014. Recibió la K. Leroy Irvis Fellowship de la Universidad de Pittsburgh en 2014, donde curso el MFA de escritura creativa en inglés de esa institución, e impartió clases de Pensamiento Crítico y Composición literaria y sónica en inglés. También ha fungido como profesor-investigador en la Universidad de Denver.

## Trabajo teórico
Ha publicado varios estudios académicos en torno a temas como el exilio, enfoques cognitivos a la modernidad cultural, las implicaciones del neoliberalismo en la producción de textos literarios, la postmodernidad, la subalternidad, la intersección entre la cultura y el sonido, entre otros. El Routledge Handbook of Latin American Literary Translation (2023) y el A Companion to Multiethnic Literature of the United States (2023) reconocen a Laguna Correa por acuñar el término "New Latino American", el concepto sugiere que en Estados Unidos los nuevos agentes culturales provenientes de Latinoamérica sostienen una relación inherente con el capitalismo global, cuyo efecto es la producción de artefactos culturales diferenciados de aquellos producidos por comunidades latinas tradicionales.

## Composiciones musicales
- ULTRA/SONIC (AI QUATTRI STAGIONI)

- REQUIEM FOR AN ODYSSEY

- ALL THE LUMINOUS AETHER IS AL/READY IN US

## Premios literarios & cívicos
- (2012) Premio Nacional de Literatura de la Academia Norteamericana de la Lengua Española (Nueva York)
- (2013) Premio Internacional de Poesía de la Universidad Autónoma de Aguascalientes
- (2016) The Fuerza Award (Pittsburgh)
- (2018) Latino del Año (Carolina del Norte)

## El Cuarteto de la Migración
"Wild North (novela)" es la primera novela de la serie El Cuarteto de la Migración. La segunda es la novela experimental y fragmentada, que recurre a formas propias de la poesía en prosa, Crush Me/(broken novel) escrita en inglés (Premio Internacional de Poesía de la Universidad Autónoma de Aguascalientes en 2013) y que en 2017 publicó la editorial independiente de Chicago Radical Narratives y que ese mismo año la revista Chicago Review of Books recomendó como lectura seleccionada con motivo del Mes Nacional de la Poesía (National Poetry Month) en Estados Unidos. La tercera entrega del Cuarteto es la novela noir de suspenso Ortodoxa: contra-manual, finalista del Premio Equis de Novela 2015, que en 2018 publicó la editorial de Miami Suburbano Ediciones. La última entrega del "Cuarteto de la Migración" es la novela testimonial y semiautobiográfica de suspenso, tortura y realismo psicológico Acedia, publicada en 2020 en California por Rayo Press.

## Obra publicada
- (2020) The Invisible Militia, Radical Narratives, Chicago.
- (2020) Pedagogy for (all): Reading Lessons, Thinking Books, Lagos, Nigeria.
- (2020) The Book Where You Surrender, Radical Narratives, Chicago.
- (2020) Essays on Pop Culture, Sonic Modernity, The Anthropocene, and Artificial Intelligence, Free Press, Manchester, UK.
- (2020) Requiem for The Unhappy, Radical Narratives, Chicago.
- (2020) Acedia, Rayo Press, California.
- (2020) Poesía Temprana (2005-2012), Miglior Fabbro Eds., Portugal (Entroncamento), Sicilia (Mazzara del Vallo), Valparaíso (Zacatecas, México).
- (2020) Portable Museum: Lighter Than Air (a memoir), Real Time, New York City.
- (2020) Historia de un hombre devastado por el siglo XX, Rayo Press, California.
- (2020) La vida después del presente: La irrupción de la Inteligencia Artificial en la vida cotidiana, Pensamiento Libre, Santiago de Chile, Buenos Aires.
- (2020) (Broken Novel), Radical Narratives, Chicago.
- (2020) Distorsiones y encubrimientos: Crítica al campo intelectual en México, Pensamiento Libre, Santiago de Chile, Buenos Aires.
- (2020) Fuera de México (Ensayos), Pensamiento Libre, Santiago de Chile, Buenos Aires.
- (2020) El intelectual en su tiempo: Un acercamiento cognitivo al pensamiento político, histórico e intelectual de Lucas Alamán, Pensamiento Libre, Santiago de Chile, Buenos Aires.
- (2020) Esclavitud en Tabasco durante el Porfiriato, Pensamiento Libre, Santiago de Chile, Buenos Aires.
- (2020) Memoria de una alarma contra incendios, Rayo Press, California.
- (2020) Utopía poética, impotencia amorosa e imaginación temporal en María Luisa Bombal, Pablo Neruda y Mario Benedetti, Pensamiento Libre, Santiago de Chile, Buenos Aires.
- (2018) Ortodoxa (contra-manual), Suburbano Ediciones, Miami.
- (2017) Crush Me (a broken novel), Radical Narratives, Chicago.
- (2016) Wild North, Rayo Press, Tamaulipas.
- (2014) Resquebrajadura, Editorial Paroxismo, Carolina del Norte.
- (2012) Finales felices, Academia Norteamericana de la Lengua Española, New York City.
- (2011) Crítica literaria y otros cuentos, Editorial Paroxismo, Carolina del Norte/Ciudad de México.